# 미코가미 리무
미코가미 리무(御子神 リム,みこがみ リム)는 《쥬로링 동물탐정》의 등장인물이다. 더빙판 명칭은 루루/루비. 성우는 사토 사토미/문남숙.

## 프로필
리코와는 이란성 쌍둥이 자매이자 미코가미 3자매의 둘째로, 가온누리 초등학교 5학년. 11세/12세.
언제나 리코와 함께 행동하고, 반도 같다. 독서와 공상을 좋아하며, 성격은 순수하고 차분한 성격.
학교 신문부에 속해 있으며 특종의 예감이 들면 적극적이고 깔끔한 면을 보여준다.
애용하는 디지털 카메라는 사과형의 케이스에 들어가 있는 형태이다.
소용돌이 모양으로 표현된 안경을 쓰고 있어 안경을 벗으면 아름다운 소녀가 된다.
리코와 함께 키루밍을 손에 넣어 토끼의 모습으로 변신한다. 리코가 지어준 변신 후의 별명은 뿅/깡총이.
변신 후는 청각이 발달해 희미한 소리도 구별한다.